# 朗纳·弗里施
朗纳·安东·基蒂尔·弗里施（挪威語：Ragnar Anton Kittil Frisch，1895年3月3日—1973年1月31日），挪威经济学家，1969年诺贝尔经济学奖获得者。

## 生平
朗纳·弗里施1895年出生在挪威奥斯陆的一个金银器匠家里。长辈希望他能够继承家业，因此弗里施少年时被送到当地著名的大卫·安德森工场内当学徒。但他母亲出于长远考虑，认为弗里施还应该到大学裡学习知识。他们仔细查阅了奥斯陆大学的课程目录，认为经济学课程“时间最短、难度最低”，因此选择了这个专业。于是，弗里施在当学徒的同时也一边在奥斯陆大学学习。1919年，他从这所大学毕业。第二年，他获得了工匠证书。之后不久，他先后到法国和英国学习经济和数学。回到祖国后，尽管家中的生意面临困境，他仍然决定继续学术研究。他于1926年获得奥斯陆大学的数理统计学博士学位。此前在1925年，他开始担任奥斯陆大学助理教授。
1926年，弗里施发表了论文Kvantitativ formulering av den teoretiske økonomikks lover（《经济学理论规律的定量表示》），论述了一个新观点，认为经济学应该像其它科学，特别是物理学那样，走定量分析的道路。同年，他在另一篇论文中介绍了自己实现的量化程序。这篇文章为后来基数效用和序数效用的精确规格化奠定了理论基础。同期，他还发展了生产理论。
1927年，弗里施获得洛克菲勒基金会的资助，前往美国访学。在那里，他与其他对经济学中数学与统计的应用感兴趣的经济学家进行合作，其合作者包括欧文·费雪、韦斯利·克莱尔·米切尔、阿林·扬和亨利·舒尔茨。他发表了一篇论文分析投资角色，解释经济波动现象。
后来，弗里施的受资助期限得到延长，使他可以到意大利和法国访学，但一年后由于父亲离世，他返回了挪威。他花了一年时间来整顿父亲的工场，于1928年回到奥斯陆大学担任统计学与经济学副教授。1927年到1928年间，他发表了一系列关于时间序列的论文。1929年，他发表了自己在计量经济学方法论领域的第一篇重要文章Correlation and scatter in statistical variables（《统计变量的相关性与发散性》），同年又发表了Statikk og dynamikk i den økonomiske teori（《经济学理论中的静力学与动力学》），在经济学中引入了动态分析。
弗里施在1931年成为正教授。他还在1932年创办了由洛克菲勒基金会资助的奥斯陆大学经济研究所，并担任学术主任。
1961年，弗里施获得意大利科学院费尔特里内利奖。1969年，“由于发展了动态模型，并将其应用到经济进程分析中”，弗里施与揚·廷貝亨一起获得首次颁发的诺贝尔经济学奖。
1973年1月31日，弗里施在奥斯陆去世。

## 贡献
弗里施是现代经济学的奠基人之一。他提出了经济学中的一些新词汇，例如“计量经济学”和“宏观经济学”。他早在1920年代就已提出生产理论，后来在1965年又出版了著名的《生产理论》一书。在计量经济学方面，他对时间序列（1927年）、线性回归分析（1934年）都有研究。1934年，他与弗雷德里克·沃一起引入了“弗里施-沃定理”。他在1933年发表的经典论文《动态经济学的传播和推动问题》阐述的内容成为现代新兴古典商业周期理论的基本原理。他还对计量经济学模型被引入到政府经济计划做出了贡献。他是计量经济学会的创始人之一，担任《计量经济学》杂志编辑达20多年。该杂志自1978年起每两年从过去五年内刊登的文章中评选出最优秀的两篇，授予作者“弗里施奖章”。